# Castella
Castella é uma comuna francesa na região administrativa da Nova Aquitânia, no departamento Lot-et-Garonne. Estende-se por uma área de 12,57 km². Em 2010 a comuna tinha 380 habitantes (densidade: 30,2 hab./km²).